# Xiangfu (köpinghuvudort i Kina, Heilongjiang Sheng, lat 47,28, long 126,78)
Xiangfu (kinesiska: 祥富, 祥富镇) är en köpinghuvudort i Kina. Den ligger i provinsen Heilongjiang, i den nordöstra delen av landet, omkring 170 kilometer norr om provinshuvudstaden Harbin. Antalet invånare är 25 400. Befolkningen består av 12 531 kvinnor och 12 869 män. Barn under 15 år utgör 13,0 %, vuxna 15-64 år 79 %, och äldre över 65 år 6,0 %.
Runt Xiangfu är det ganska tätbefolkat, med 155 invånare per kvadratkilometer. Närmaste större samhälle är Qianjin, 13,7 km norr om Xiangfu. Trakten runt Xiangfu består till största delen av jordbruksmark.
Genomsnittlig årsnederbörd är 913 millimeter. Den regnigaste månaden är juli, med i genomsnitt 286 mm nederbörd, och den torraste är januari, med 8 mm nederbörd.